# Régulation médicosanitaire des urgences

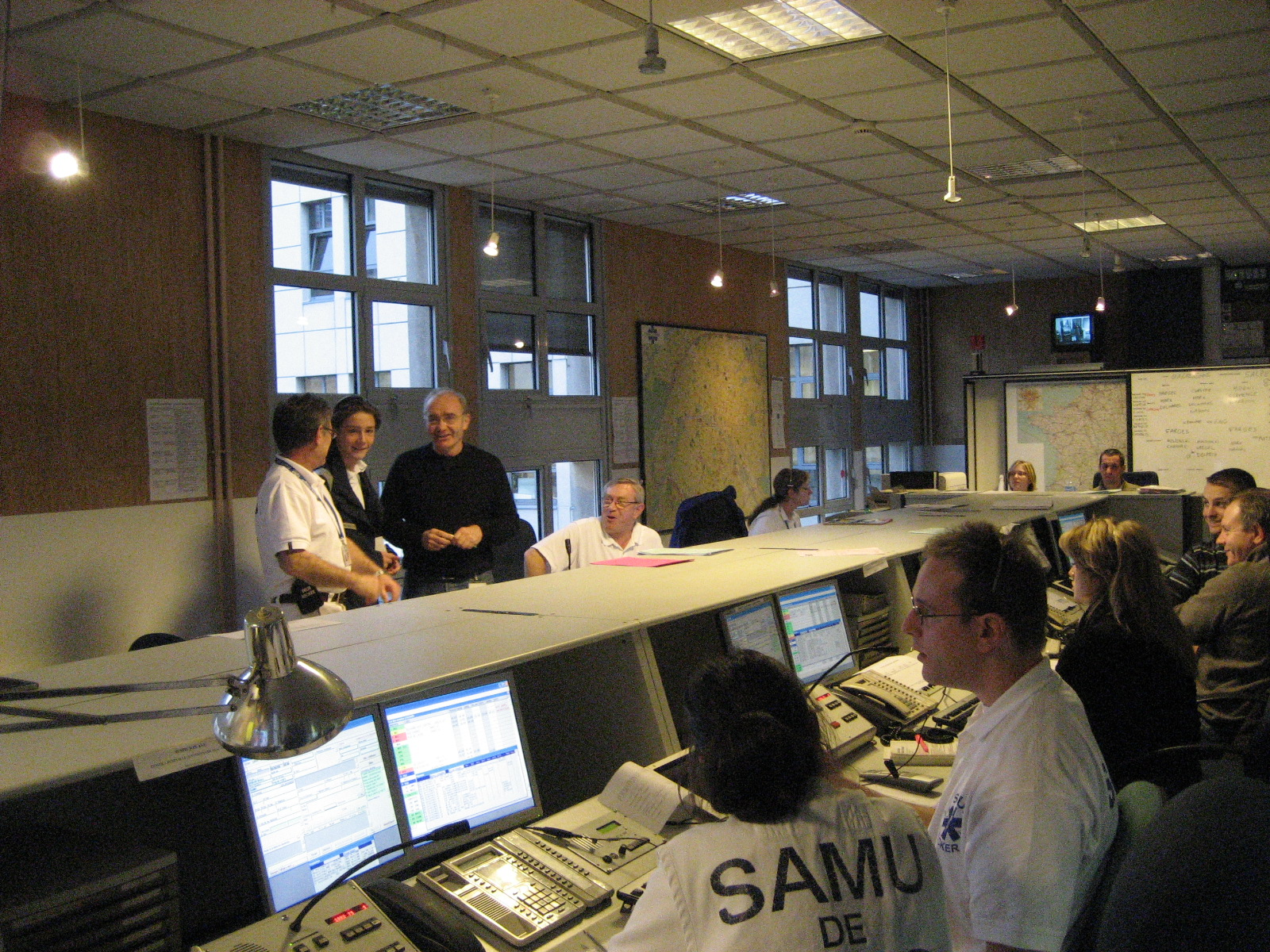
Salle de régulation du Samu de Paris.

La régulation médicosanitaire des urgences est la gestion des moyens médicaux mis en œuvre pour venir en aide à une personne souffrant d'un problème de santé urgent.
Selon la définition de Niteroi[Qui ?], c'est un processus qui, à partir d’accords préalables entre les responsables des unités de soins et des représentants de la communauté, dans le respect des principes de régionalisation et de hiérarchisation, doit promouvoir l’intégralité et l’équité des soins à tous les niveaux en facilitant l’accès aux ressources nécessaires à chaque cas, les plus adéquates, d’une manière à la fois responsable et agile en se basant sur des critères consensuels et transparents.
Le terme de régulation médicale est employé pour désigner trois concepts :
- une fonction de santé publique : un médecin régulateur classifie les demandes d'aide médicale urgente en fonction des priorités et des ressources disponibles de sa région et met en œuvre la solution la plus efficace pour le patient et pour la communauté. Il a l'autorité déléguée des responsables de la santé publique pour prendre les décisions conservatoires d'urgence ;
- une pratique médicale du médecin régulateur de diagnostic et de prescription médicale ;
- une tâche de chef de l'équipe de régulation médicale dont il assume la responsabilité.

## Principes généraux
Le principe de base de la régulation médicale est d'abord la classification, le « tri médical » de la demande d'aide médicale urgente. Il s'agit ensuite d'acheminer les moyens adéquats vers la victime d'un état critique pathologique et enfin de l'amener directement si nécessaire au service médical hospitalier le plus adapté. Ainsi, un brûlé grave ira directement au service des grands brûlés qui a des lits disponibles le plus proche, un traumatisé ira directement au centre hospitalier disposant d'une salle et équipe d'opération disponible et apte à le traiter. Auparavant, la victime était amenée au service d'accueil des urgences le plus proche, puis évacué secondairement vers un autre centre hospitalier si le service ne pouvait pas le traiter, ce qui entraînait une perte de temps. La régulation médicale permet de respecter la règle des « trois R » du Dr Trunkey :

« The right patient to the right place at the right time.
(Le bon patient vers le bon endroit et au bon moment.) »

### Régulationa priori
On parle de régulation a priori lorsque la régulation se fait avant l'envoi des secours. Le patient n'a donc en général pas été examiné par un médecin.

#### Démarche
Lorsqu'une personne est victime d'un accident, d'un malaise ou d'une manifestation brutale d'une maladie, cette personne ou son entourage ressent le besoin d'une assistance médicale de manière urgente. Certains pays se sont munis d'une organisation permettant de répondre rapidement à cette demande ; elle s'appuie en général sur une centrale de régulation, chargée de recevoir les appels téléphoniques et de prendre des décisions.
La régulation est donc dans un premier temps un problème de télémédecine, et en particulier de télédiagnostic.
L'appelant formule une demande d'aide médicale urgente (DAMU). L'opérateur qui reçoit l'appel doit déterminer le besoin d'aide médicale urgente (BAMU). Un des principaux problèmes est que l'urgence ressentie et exprimée par l'appelant (DAMU) est souvent sans rapport avec le besoin de soins d'urgence réelle (BAMU), soit que l'appelant sous-évalue l'urgence (par exemple accident vasculaire cérébral ou un infarctus du myocarde ayant des signes en apparence bénins), soit, cas plus fréquent, qu'il la surévalue (mal bénin ayant des manifestations spectaculaires, panique, impact social élevé).
À la réception de l'appel, la centrale de régulation détermine :
1. le degré de gravité de la demande d'aide médicale urgente (DAMU)
2. elle s'enquiert de la localisation et ouvre un dossier médical ;
3. elle détermine s'il y a un besoin d'aide médicale urgente (BAMU), par un diagnostic :
  1. recueillir la demande,
  2. télémanipulation de l'appelant pour affiner la vision de la situation (signes opérationnels de régulation) ;
4. en fonction de l'urgence, elle détermine la réponse adaptée.

#### Réponse graduée
La réponse à la demande d'aide est graduée, en fonction de la gravité et de l'urgence de la situation :
- simple conseil médical par téléphone ;
- envoi d'un médecin sans notion d'urgence, ou bien invitation à consulter un médecin dans les jours qui suivent ;
- demande d'amener le patient rapidement (dans l'heure) dans un service d'accueil des urgences hospitalier ;
- envoi d'une ambulance pour transporter d'urgence le patient vers un service d'accueil des urgences hospitalier, éventuellement en prodiguant des gestes de prompt secours ;
- envoi d'une unité de thérapie intensive mobile (UTIM), c'est-à-dire d'une équipe paramédicale ou médicale, pour assurer des gestes médicaux avant d'évacuer le patient vers un service d'accueil des urgences hospitalier.

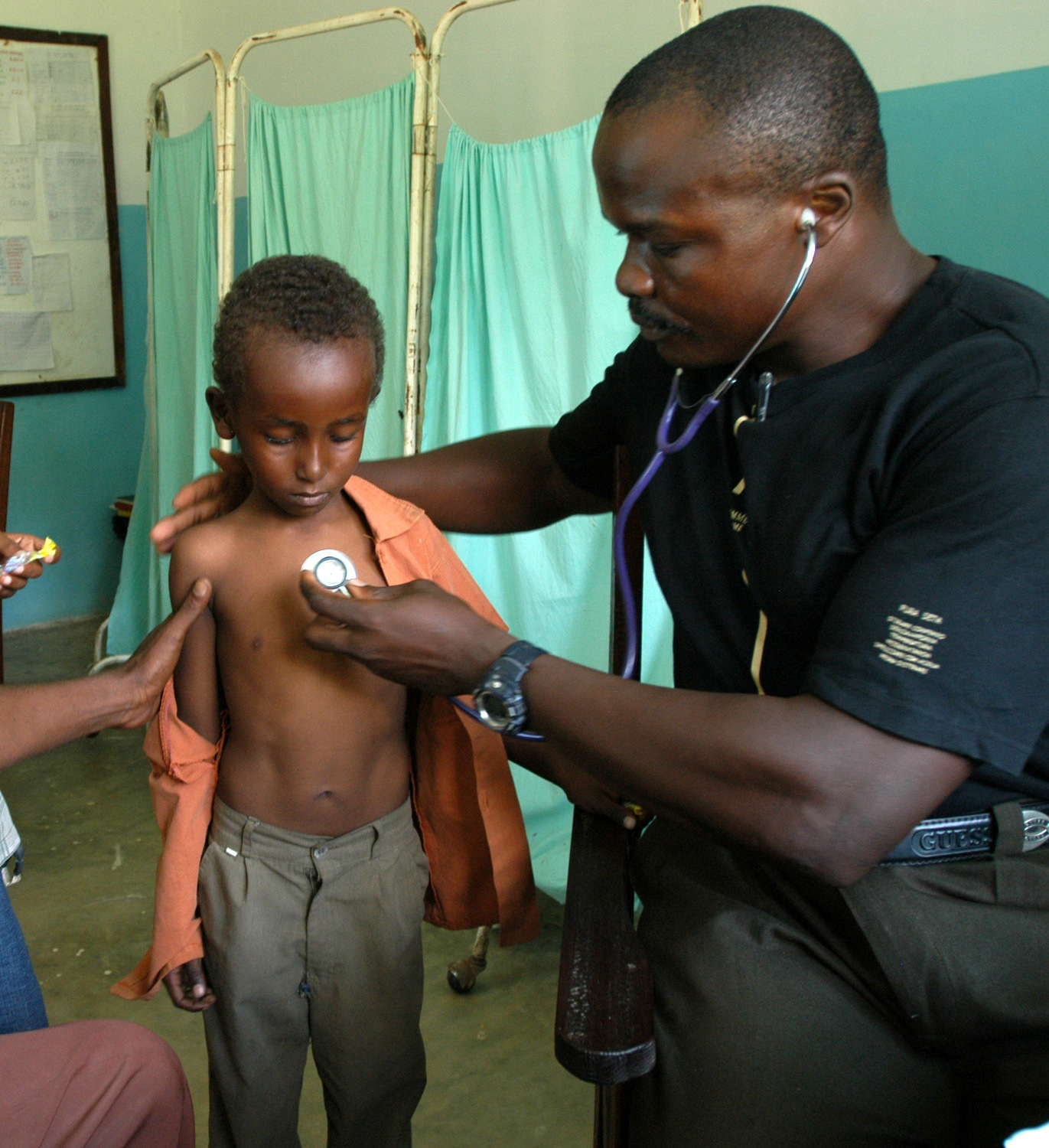
Consultation dans un cabinet de ville ou un dispensaire
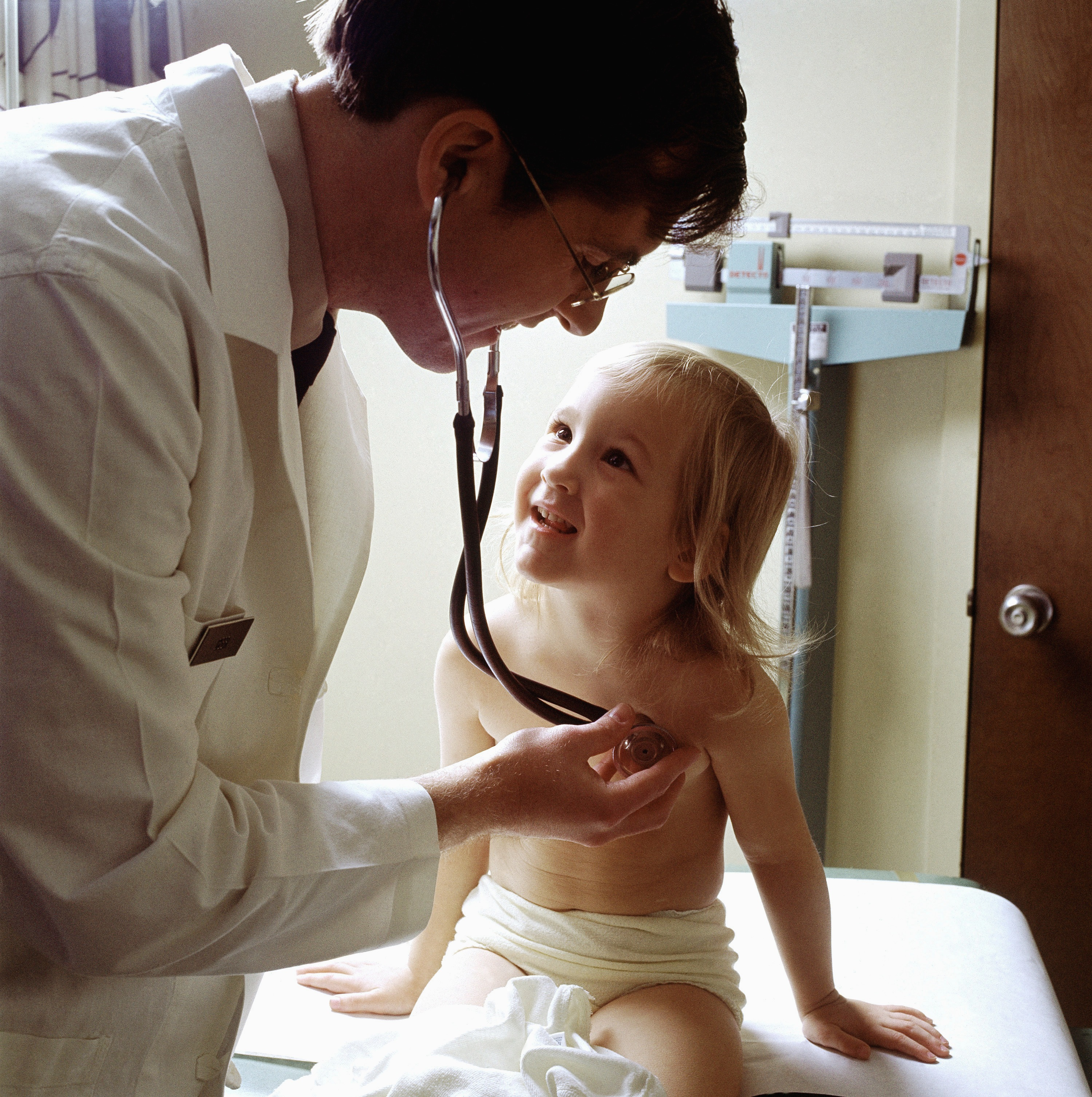
Consultation au service des urgences de l'hôpital
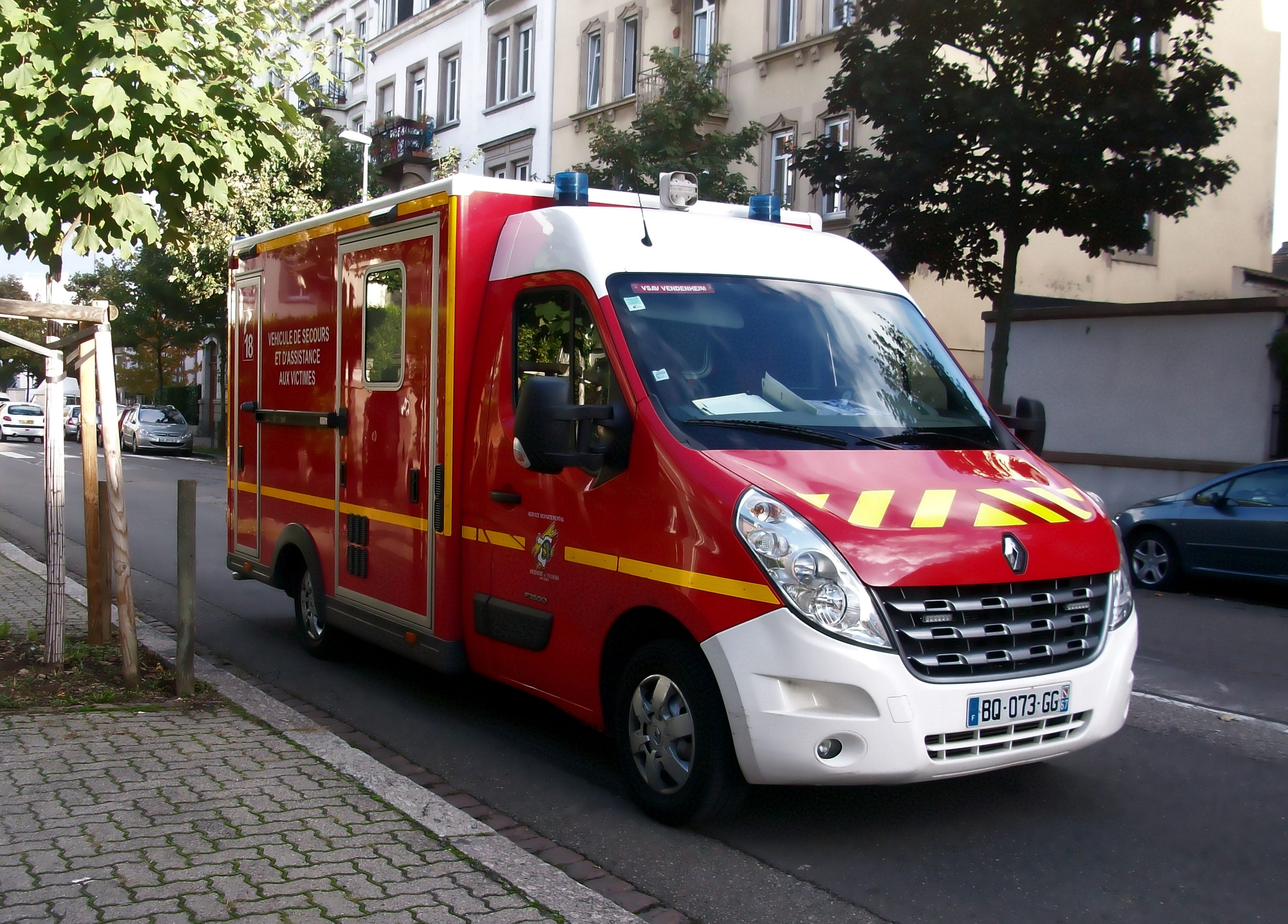
Véhicule de prompt secours (secouristes) ; ici, VSAV des sapeurs-pompiers de Strasbourg
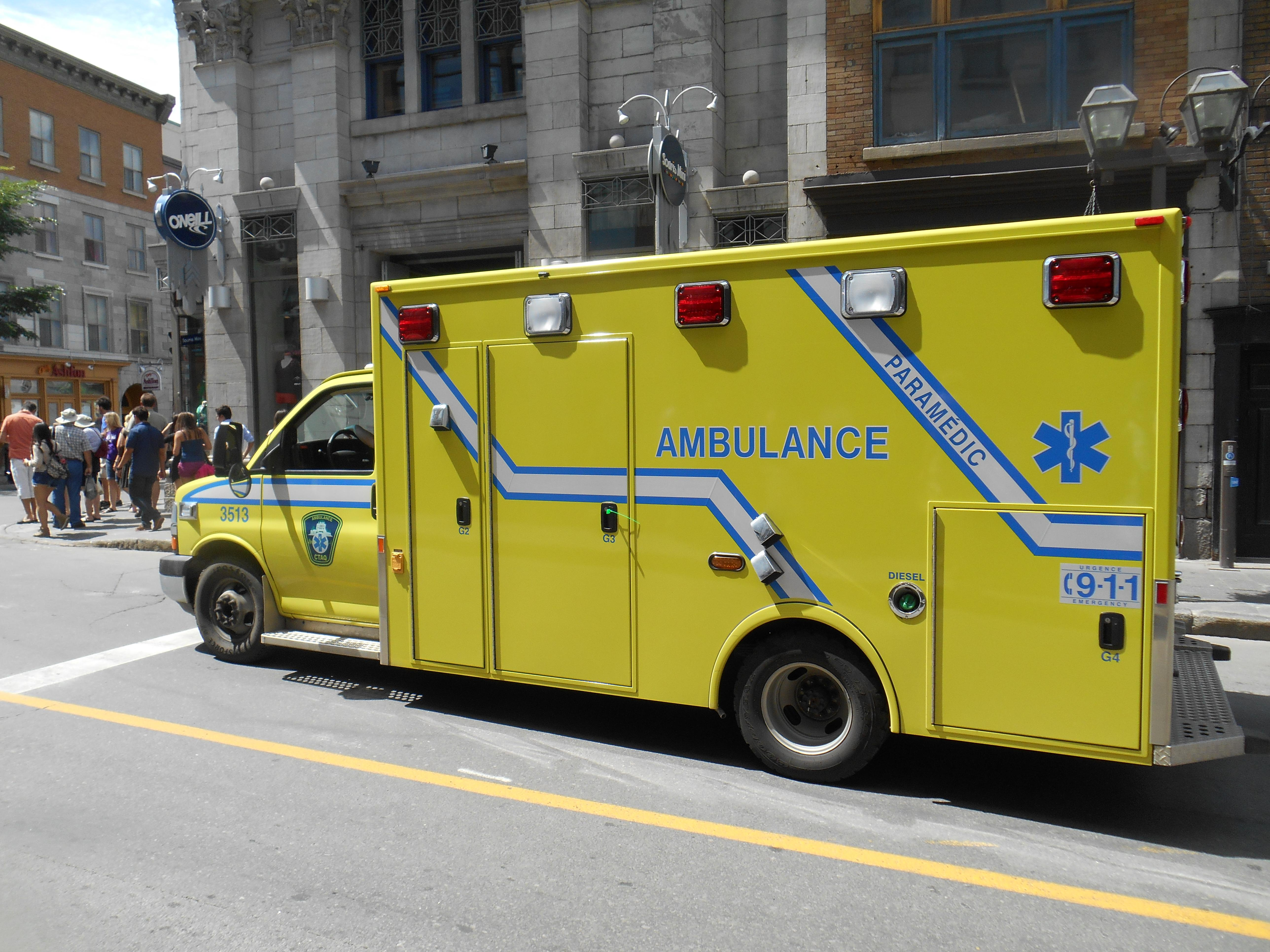
Ambulance paramédicalisée, Québec
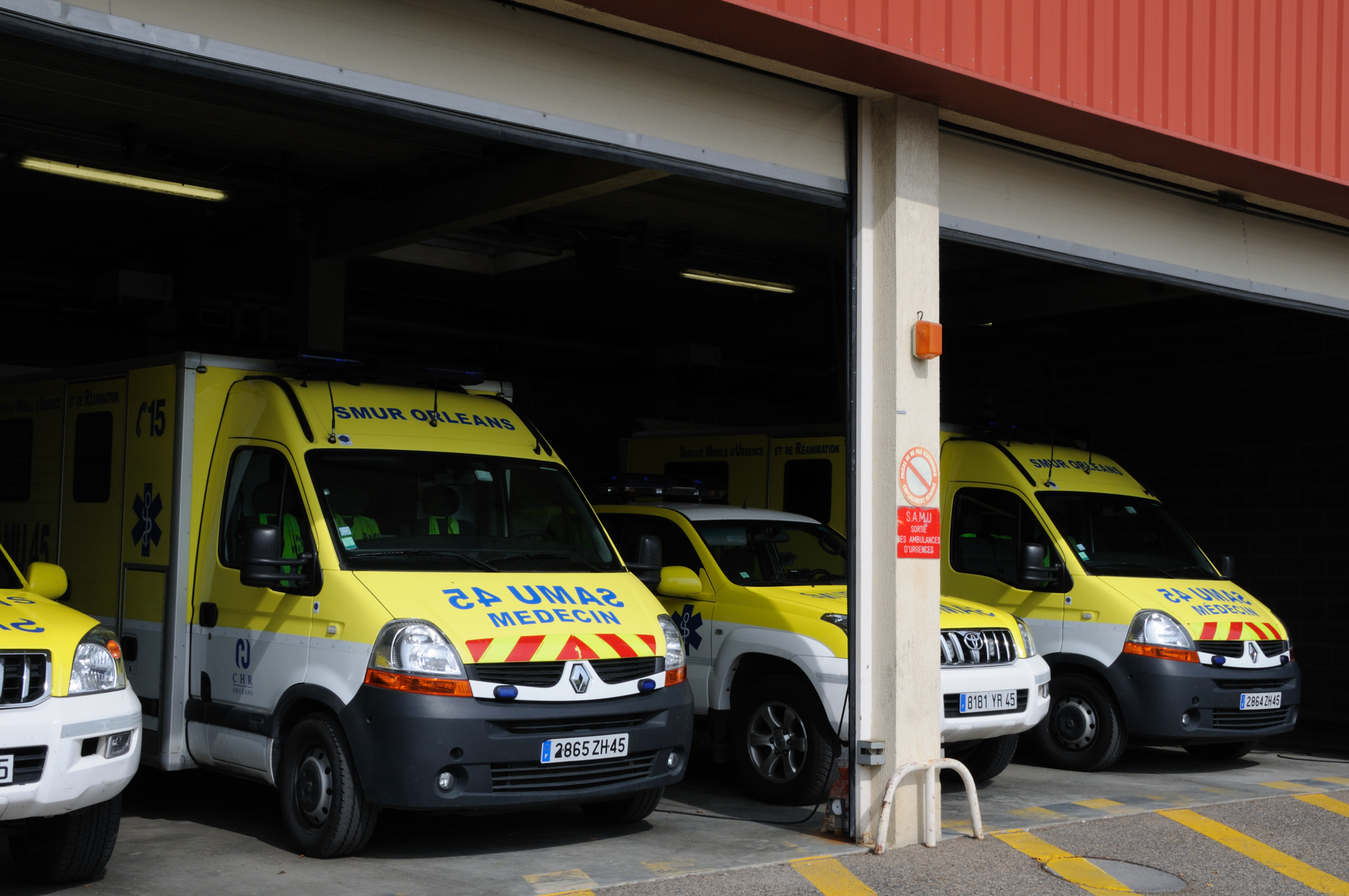
ambulance médicalisée ; ici, UMH du Smur d'Orléans
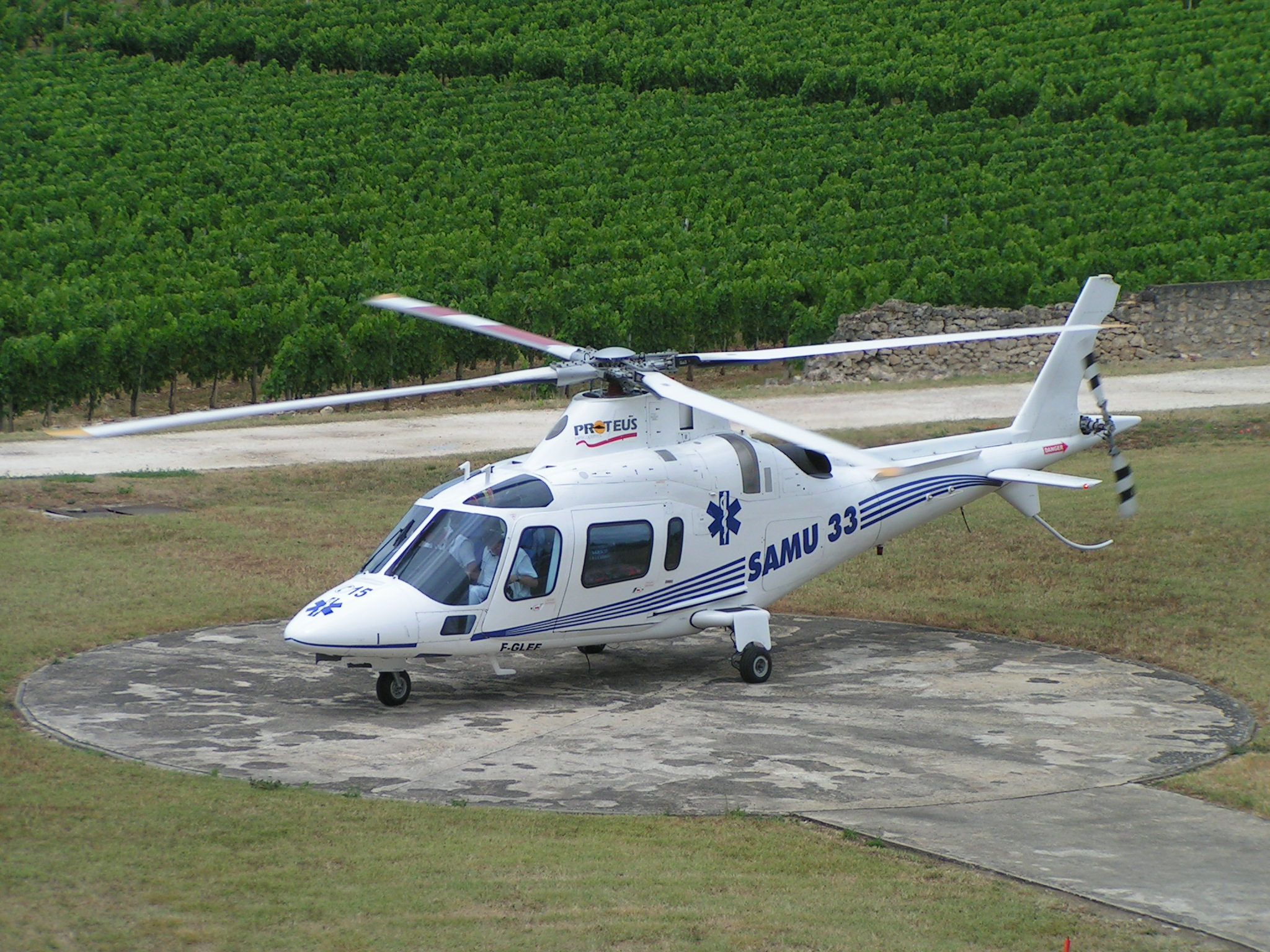
Hélicoptère médicalisé ; ici, hélicoptère Agusta A.109 du Samu 33

#### Difficulté diagnostique
La difficulté diagnostique est ici maximale, car le médecin ne peut examiner le patient. La sémiologie n'est pas clinique comme le reste de la pratique médicale. L'appelant peut même être une tierce personne plus ou moins lointaine. Même la sémiologie médicale retransmise par un médecin se trouvant sur place est pauvre. La distance est grande entre la médecine hospitalière et la médecine exercée par le régulateur. Un non-médecin extérieur aux services de soins intensifs et à plus forte raison un personnel non soignant qui serait chargé cette tâche ne pourrait évidemment pas réguler avec cette efficacité.
Les nouvelles techniques de transmissions d'images permettent une télésémiologie visuelle pour le médecin régulateur, en particulier dans les territoires très étendus ou difficiles à atteindre, comme le Samu de Guyane française qui gère une région de la forêt amazonienne.

### Régulationa posteriori
La régulation a posteriori est une régulation effectuée après l'envoi des secours. Typiquement, c'est le cas d'un médecin qui, après avoir examiné le patient, déciderait du centre hospitalier vers lequel il doit être transporté et contacterait lui-même le service d'urgence de l'hôpital pour préparer l'admission.

### Classification des degrés d'urgence par l'équipe de régulation
La priorité de l'urgence entre les patients à traiter simultanément dépend de plusieurs facteurs :
L'urgence (U) dépend sur le plan théorique :
- de la gravité (G) de l'état ;
- des soins (S) nécessaires ;
- du temps (T) que l'on a avant une aggravation irréversible ;
- de la valence sociale (V), c'est-à-dire de l'impact socio-psychologique de la crise qui entoure cet état inquiétant du patient.

Si l'on pouvait quantifier chaque élément, on pourrait quantifier l'urgence par l'équation :
U = G × S × V / T.
C'est cette « quantité d'urgence » qui induit la décision de la part du médecin régulateur (choix de la réponse graduée).
La valence sociale (V) a un impact très important. Par exemple un décès, qui n'est pas, médicalement et techniquement, une urgence thérapeutique, peut pourtant avoir un fort impact, notamment dans le cas de la mort subite du nourrisson : il n'y a plus rien à faire sauf tâcher de faire accepter la mort, c'est-à-dire aider au deuil de l'entourage. Cette valence sociale prend aussi en compte l'identité et la catégorie sociale de la victime, la présence de médias, la manière dont est habillée la personne, la « répulsion » (maladies de peau, sida), l'impact social, comme le nombre de témoins.

## Mise en œuvre selon les pays

### Régulation médicale des urgences dans les systèmes internationaux et privés
À la suite d'Europ Assistance, qui est née en même temps que les samu français, plusieurs grandes sociétés ont organisé en plusieurs langues une « régulation médicale » similaire, médicalement parlant, et pour les contraintes spécifiques des demandes d'assistance à grande distance des touristes et expatriés.

### Régulation médicale en Europe

#### Belgique
En Belgique, il n'y a pas de médecin régulateur au niveau des centrales d'appel d'aide médicale urgente qui sont gérées par des civils, nommés « centralistes ». Le centraliste du Centre 112, équivalent du PARM Samu français, estime sans appui médical les moyens à engager en fonction des protocoles définis et n'est pas en connexion directe avec un médecin, il possède un Manuel de régulation bilingue, édité par le Service public fédéral Santé.
Si un SMUR hospitalier belge envoie une UTIM (unité de thérapie intensive : médecin, infirmier et ambulancier) sur place, le médecin du SMUR est chargé d'évacuer le patient vers l'hôpital le plus adapté. De fait, il assume a posteriori le rôle de régulateur. Les médecins peuvent appeler l'hôpital base du SMUR pour obtenir aussi l'intervention pour transport secondaire d'une UTIM par le médecin de cette UTIM qui fait fonction à la fois de régulateur et de « transporteur ».
Outre cette régulation médicale décentralisée plurilinguistique et au cas par cas basée sur les médecins des UTIM des SMUR, il existe en Belgique un centre de régulation médicale national des brûlés situé à l’hôpital militaire de Neder-over-Hembeek pour les cas de catastrophe, « choisi pour sa situation centrale et le multilinguisme de son personnel » (voir Plan BABI).

#### France
En France, la régulation médicale est assurée par les services d'aide médicale urgente, les samus, organisés par département. Chaque samu dispose d'un centre de réception et de régulation des appels, le CRRA ou Centre 15.

#### Luxembourg
Au Luxembourg, trois SMUR : le Nord, le Centre et le Sud, dans lesquelles sont répartis les hôpitaux. Chaque région bénéficie d'au moins un centre hospitalier régional (CHR) :
- dans la région centre, deux centres hospitaliers régionaux desservent la population : le Centre hospitalier de Luxembourg avec le site d'Eich et le centre hospitalier du Kirchberg avec la Clinique Bohler,
- dans la région sud : le Centre hospitalier Emile-Mayrisch avec les sites d'Esch, Niederkorn et Dudelange
- dans la région nord : le Centre hospitalier du Nord avec les sites d’Ettelbruck et Wiltz. La régulation est assurée par ces trois équipes de SMUR.

#### Monaco
À Monaco : Monaco régulation médicale est joignable par l'hôpital Princesse Grace, la régulation médicale est également faite a posteriori par les équipes des UTIM. Les médecins de l'UTIM font fonction de régulateurs, appuyés sur le service d'urgence de l'hôpital de base ou, a priori si un médecin traitant téléphone, par le numéro hospitalier pour demander un transport secondaire par exemple.

#### Suisse romande et Tessin
En Suisse Romande et au Tessin, la régulation a priori des centrales « Urgences santé 144 » est effectuée par les opérateurs, les ambulanciers ou les infirmiers des centrales cantonales. Les médecins régulateurs ne sont présents que partiellement dans ces centrales. Deux grands groupes de canton se distinguent : 
- Fribourg (bilingue), le Valais(bilingue), le Tessin et dès 2012 le Jura, qui ont des centrales 144 fonctionnant sur le système AMPDS (protocoles EMD de Clawson), avec des opérateurs partiellement formés sur le plan para-medical (seuls les cadres sont ambulanciers). Ces centrales sont sous la responsabilité d'un médecin, qui est le garant de la validité des protocoles et est responsable du contrôle qualité.
- Vaud et Genève, qui ont uniquement des régulateurs ambulanciers paramedics (3 ans de formation à temps plein), ou des infirmiers, et qui fonctionnent sur un système de « mots-clefs » associés à des protocoles plus médicalisés. Ces centrales 144 sont sous la responsabilité d'un médecin. Ces deux grandes centrales romandes (Vaud et Genève) effectuent la régulation a posteriori, en se basant sur l'évaluation faite par le personnel para-médical ou médical présent sur l'intervention. Ce sont donc les centrales 144 qui décident du choix de l'hôpital de destination.

Tous les cantons romands ont des ambulances de différents niveaux :
1. Ambulances d'urgence, avec ambulanciers paramedics protocolés.
2. Ambulances de transferts, avec techniciens ambulanciers et parfois des chauffeurs.

Les SMUR sont présents également dans tous les cantons et sont dépendants en général des hôpitaux. En Valais et au Tessin, des SMUR privés coexistent avec eux.
Les moyens héliportés sont particulièrement présents dans les régions de montagne : un hélicoptère est présent à Genève (REGA 15, appartenant aux hôpitaux universitaires de Genève), un hélicoptère REGA est basé à Lausanne (EGA 4), un autre au Tessin (REGA 5) et le Valais utilise surtout Air Glacier et Air Zermatt.
Les cantons romands ont également mis en place un système de médecin superviseur (médecin chef des secours) qui intervient s'il y a plus de 5 blessés. Dans les cantons universitaires, les SMUR de Lausanne et Genève sont des unités de formation et des cadres supervisent quotidiennement les médecins des SMUR en formation (internes avancés en anesthésiologie, médecine interne ou médecine intensive).

#### La Régulation médicale dans d'autres pays européens
Pays hispanophones, Andorre
Le service de régulation y est trilingue. La régulation se fait à l'Hôpital en relation avec les services des pays voisins. En Espagne : la régulation médicale est jointe par le 061 ou le 112, mais les services de régulation ont tous un nom différent selon la région autonome. Chaque région est chargée de sa législation sanitaire et n'y a pas de textes nationaux ce qui rend le système disparate et surtout vulnérable en cas de crise.
Pays italophones
Italie + Vatican et St Marin : les centres 118 ont une régulation sur toute leur région sanitaire.
Suisse italienne : le centre 144 est trilingue 
Pays germanophones
- Allemagne
- Autriche
- Suisse : centre 144
- Luxembourg : centre 112

Pays anglophones Grande-Bretagne Il n'y a pas véritablement de régulation médicale avec le sens restrictif que nous lui donnons, dans le service national d'ambulances qui par ailleurs est le service public le plus avancé du monde et est intégré dans la santé publique. Ce service est malgré tout encore peu intégré avec les services hospitaliers et des médecins. Les médecins des rares MICU (UTIM) (Londres et Écosse), en fait, s'autorégulent avec l'aide de leur hôpital base. Il faut noter la récente initiative du UK NHS de normaliser la profession de ses paramédicaux d'ambulance et du PARM anglais, ils deviennent de véritables personnels paramédicaux les premiers diplômés en Europe.
- Irlande
- Gibraltar
- Malte

Pays Néerlandophones
- Belgique
- Pays-Bas

Europe Centrale et Nordique

### La Régulation médicale dans les pays d'Amérique
Rappelons qu'il existe trois Samu 15 français en Amérique (Guyane, Guadeloupe, Martinique).
La Déclaration de Jalisco en 2000 définit les bases d'une régulation médicale des urgences dans les futurs centres de régulation et systèmes intégrés des urgences (SIUM) sur le continent.

#### États-Unis et Canada
Aux États-Unis, la réponse à une demande d'aide médicale urgente n'est ni médicale ni sanitaire. Elle est assurée par l'Emergency Medical System (EMS), qui n'a ni véritable intégration avec la santé ni de véritable régulation médicale au sens ici employé. Les dispatchers, opérateurs des centres EMS, possèdent des protocoles élémentaires pour déclencher des ambulances dotées de techniciens d'urgence médicale (EMT), dont les paramedics. L'EMS nord américain n'est donc pas un système intégré dans la santé publique, contrairement aux systèmes européens ou sud américains.
Au Canada, l'EMS similaire à celui des États-Unis

#### Pays d'Amérique Latine
- Brésil : le système fédéral avec le réseau de centres de régulation le plus avancé du continent, il a en tous les cas une législation très avancée concernant la régulation médicale[5]. Il est décrit en français dans le site du Samu 192 de l'État de Santa Catarina.
- Pays Hispanophones : Le Same 107 de Buenos aires, les Samu 144 du Chili [8], de Colombie possèdent une Régulation médicale sur leur région sanitaire.